# Niek van der Schoot
Nicolaas Franciscus van der Schoot (Eindhoven, 9 september 1989) is een Nederlandse hockeyer.
Van der Schoot begon met hockey op jonge leeftijd bij Oranje Zwart, waar hij sinds 2008 in Heren 1 hockeyt. Hij scoorde in de afgelopen 3 seizoenen 16 doelpunten voor Oranje zwart waarvan het allereerste doelpunt van Oranje Zwart in de Euro Hockey League (EHL)
Hij kan op vele posities spelen, maar komt veelal het best tot zijn recht als middenvelder. In de zomer van 2014 is hij door Max Caldas opgeroepen voor het Nederlands Elftal in aanloop naar de Champions Trophy in India. Van der Schoot is sinds 2016 Lid van Verdienste van Oranje Zwart, de club waar hij heel zijn leven hockeyde. Van der Schoot heeft een contract tot juli 2018 bij de fusieclub Oranje-Rood, ontstaan uit EMHC en Oranje Zwart.

## Erelijst

### Clubs: Oranje Zwart
| Jaar | Competitie                       | Resultaat         |
| ---- | -------------------------------- | ----------------- |
| 2014 | Hoofdklasse hockey heren 2013/14 | Landskampioen     |
| 2015 | Hoofdklasse hockey heren 2014/15 | Landskampioen     |
| 2015 | Euro Hockey League               | Europees kampioen |
| 2016 | Hoofdklasse hockey heren 2015/16 | Landskampioen     |